# فيكتور أوليغ
فيكتور كارل أوليغ (بالألمانية: Viktor Uhlig)‏ (ولد في 2 يناير 1857 – وتوفي في 4 يونيو 1911) هو جيولوجي وإحاثي نمساوي.

## السيرة الذاتية
درس الجيولوجيا والمعادن في جامعة غراتس، وفيينا، وحصل على شهادة الدكتوراه في عام 1879. بعد ذلك شغل منصب مساعد أبحاث تحت ملكيور نيوماير في فيينا في عام 1891 عُيِّن أستاذ الجيولوجيا والمعادن في مدينة براغ. وفي عام 1900 عاد إلى فيينا أستاذا للجيولوجيا وعلم المتحجرات. في عام 1907 كان المؤسس المشارك Geologischen Gesellschaft in Wien.
وقد عُرف بأبحاثه الجيولوجية التكتونية في سلسلة جبال الكاربات ولأعماله في علم الحفريات التي شملت الأمونيت في العصر الطباشيري.